# 11826 Yurijgromov
11826 Yurijgromov eller 1982 UR10 är en asteroid i huvudbältet som upptäcktes den 25 oktober 1982 av den sovjetisk-ryska astronomen Ljudmila Zjuravljova vid Krims astrofysiska observatorium på Krim. Den är uppkallad efter Yurij Iosifovich Gromov.
Asteroiden har en diameter på ungefär 8 kilometer och den tillhör asteroidgruppen Themis.